# Поль Дерулед
Поль Дерулед (фр. Paul Déroulède; 2 вересня 1846, Париж — 30 січня 1914, біля Ніцци) — французький поет, автор драм і романів; політичний діяч, голова «Ліги патріотів».

## Біографія
Вивчав юридичні науки, але незабаром залишив їх, захопившись літературними роботами.
У війні 1870 року взяв участь в якості волонтера, при Седані був поранений і взятий у полон, втік, знову брав участь у військових діях і в придушенні Паризької комуни.

## Творчість
Став широко популярним двома збірками патріотичних віршів, пройнятих спогадом про важку боротьбу і думкою про реванш: «Les chants du soldat» (1872) і «Les nouveaux chants du soldat» (1875).
Автор віршованої драми «Гетьман», присвяченої Україні. 1877 року на сцені Одеона з гучним успіхом була поставлена віршована драма на 5 актів Деруледа «L'Hetman» (на українсько-польському матеріалі), а  1880 року вона була прийнята до постановки в Комеді Франсез, але не була поставлена через цензурні перешкоди. Українською мовою драму «Гетьман» переклала в Парижі українська письменниця Софія Наумович — псевдо Ольги-Любомири Вітошинської (1908—2000).